# Рясенцев, Иосиф Маркович
Иосиф Маркович Ря́сенцев (1852—1911) — русский врач, педагог, общественный деятель.

## Биография
После окончания в 1876 году медицинского факультета Императорского Казанского университета служил в Отдельном Кавказском корпусе, участник русско-турецкой войны (1877—1878).
После демобилизации прошёл курс акушерства и гинекологии в Императорском Казанском университете, затем стажировался в Императорской медико-хирургической академии и в Дрездене.
В 1887—1890 годах работал врачебным инспектором в Симбирске. С 1890 года — помощник Олонецкого губернского врачебного инспектора в Петрозаводске, ординатор родильного отделения, старший врач Олонецкой губернской земской больницы, одновременно — врач больницы Олонецкого епархиального женского училища, врач Олонецкой духовной семинарии, Петрозаводской учительской семинарии, Петрозаводского земского духовного училища.
Преподавал курс гигиены в Олонецком епархиальном женском училище. Преподавал также в Олонецкой духовной семинарии и Петрозаводской земской фельдшерской школе.
В 1909 году был избран гласным Петрозаводской городской думы. Был известен своей благотворительной деятельностью.
Был членом Петрозаводского благотворительного общества, Петрозаводского общества потребителей.
И. М. Рясенцев стоял у истоков создания Петрозаводской телефонной сети — с момента её основания в 1901 г. являлся казначеем Управления Петрозаводской телефонной сети.